# 吕怡慧
呂怡慧（英語：Ina Lu Yi-hui，1982年—），南非華裔，籍貫臺灣，2005年參選約翰內斯堡華裔小姐競選奪魁，隨後參選2006年國際華裔小姐競選奪冠，選后沒有加入TVB，有一個妹妹是2007年國際中華小姐亞軍得主呂怡萱。
呂怡慧卸任後不久就與經商的男朋友洪維憶結婚。他們生了孩子及度了蜜月之後在2008年11月22日才在喜來登飯店補辦婚宴。當舉辦婚宴時，他們還抱著女兒進場。

## 獎項
- 2005年約翰內斯堡華裔小姐冠軍、最上鏡頭獎[1]
- 2006年國際華裔小姐冠軍

## 外部連結
- 2006年國際華裔小姐官方網站：呂怡慧個人資料

| 前任： 杜林娜 | 約翰內斯堡華裔小姐冠軍 2005年 | 繼任： 呂怡萱 |